# ガスコーニュ

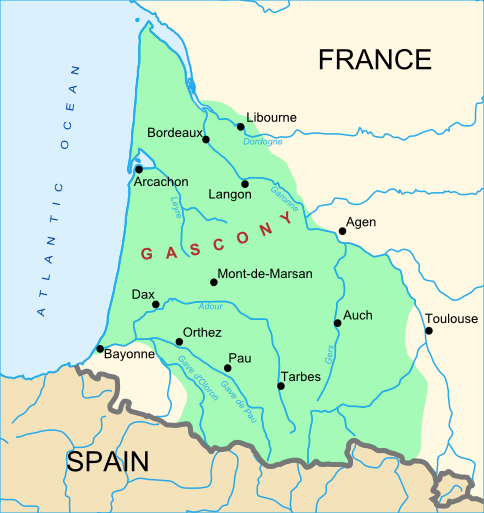
ガスコーニュの位置。緑色部分

ガスコーニュ（フランス語: Gascogne、ガスコーニュ語: Gasconha）は、フランス南西部の歴史的地方名で、フランス革命時に既に成立していた州の一つである。現在のオート＝ピレネー県やジェール県、ランド県などが該当する。
アルマニャックの生産で知られ、その名の由来となったアルマニャック地方は、このガスコーニュの中央部一帯を指す。

地形図

## 地理
ピレネー山脈に囲まれ、西は大西洋に面している。ランド県には広大な森林がある。主な川はアドゥール川とガロンヌ川である。
現在の行政地域としては、
- オート＝ピレネー県
- ジェルス県
- ランド県

の全域と、
- アリエージュ県
- オート＝ガロンヌ県
- ジロンド県
- ロット県
- ピレネー＝アトランティック県
- タルヌ＝エ＝ガロンヌ県

の一部が含まれる。また、その地理的位置からスペイン北部地域とも関係が深い。地域語はオック語の一種であるガスコーニュ語である。
主な産業は漁業、畜産業、醸造業で、近年では観光業もさかんである。フォアグラやワイン、ブランデーの産地であり、特にアルマニャックは有名である。

### 主な都市
- オーシュ
- ダクス（Dax）
- タルブ
- バイヨンヌ（Bayonne）

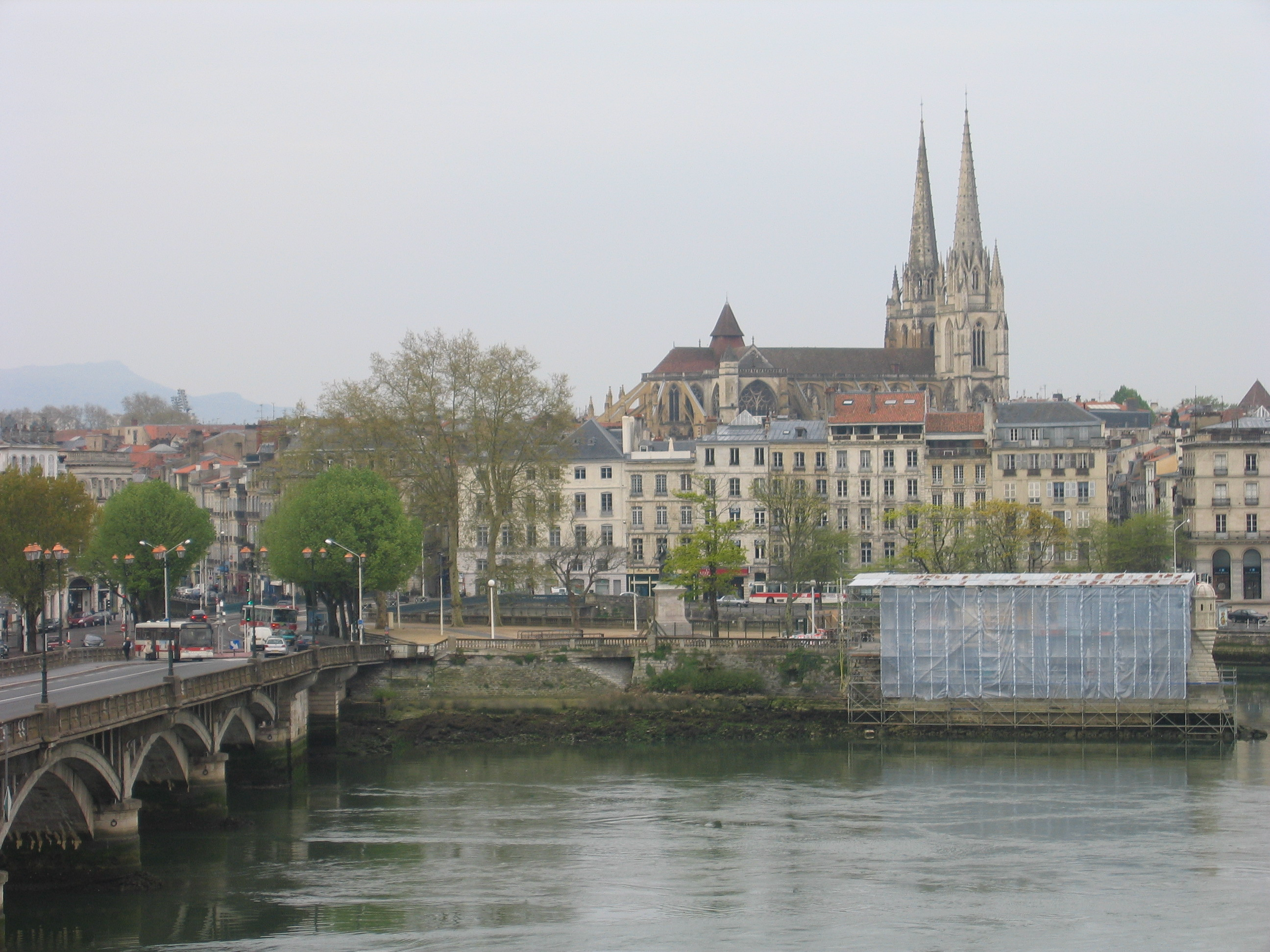
バイヨンヌ

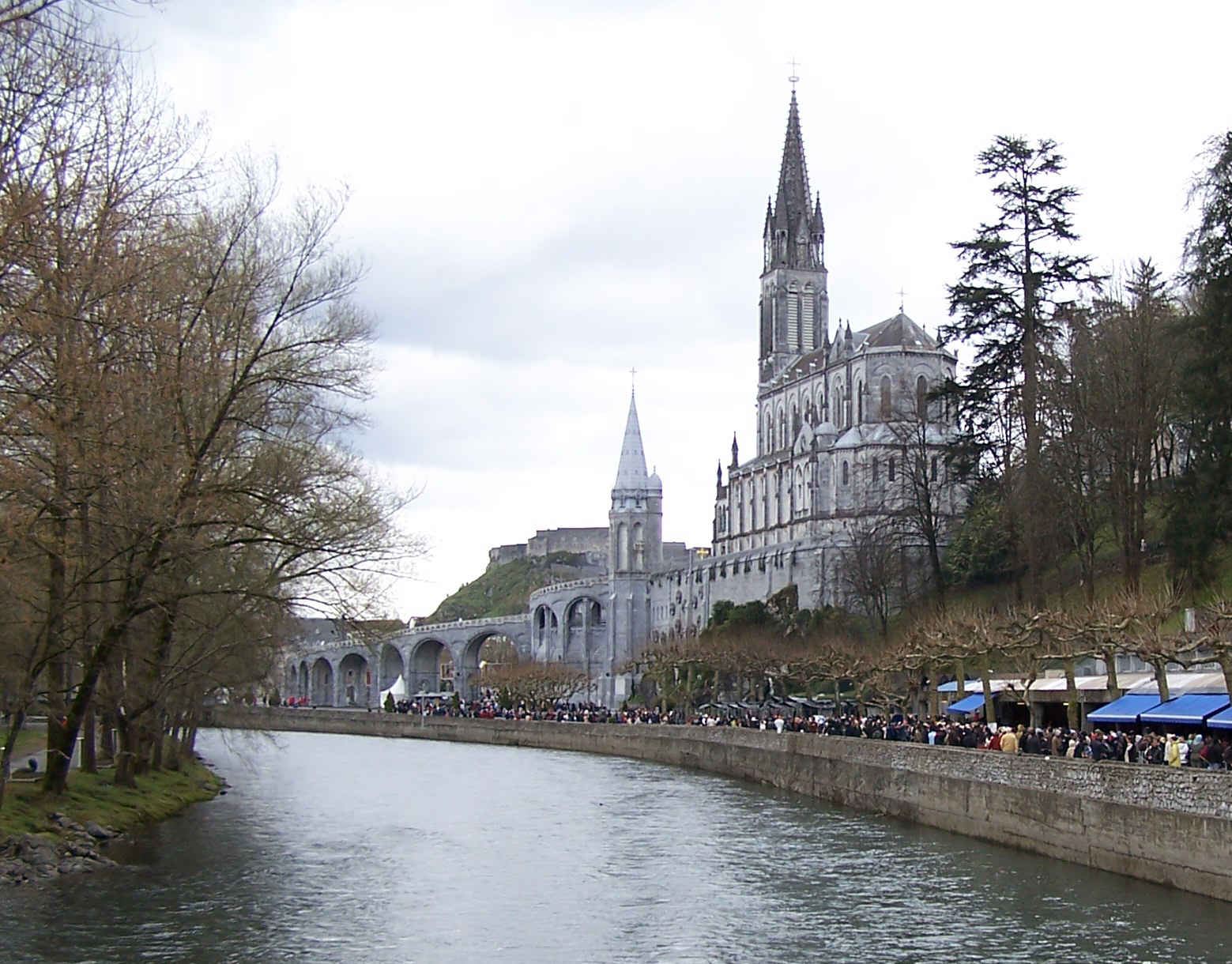
ルルド

- バニェール＝ド＝リュション（Bagnères-de-Luchon）
- ポー
- ボルドー
- モン＝ド＝マルサン
- ランゴン（Langon）
- ルルド

## 歴史

### アクイタニア
紀元前56年、ガロンヌ川とピレネー山脈、大西洋に囲まれた地域に居住していたバスク語を話す人々の集落をローマ軍が征服、この地域をアクイタニアと呼んだ。紀元前27年にはガロンヌ川以北のケルト人集落も含めたローマ帝国の属州、ガリア・アクイタニアが成立した。なお、現在では、アクイタニアに由来する地名アキテーヌは、ガロンヌ川北部のアキテーヌに対して使われている。

### ノベンポプラニア
297年、ディオクレティアヌス帝が属州の再分割を行なった際、バスク系およびケルト系双方の住民からの要望を受けてガリア・アクイタニアは3分割され、そのうちの一つがノベンポプラニアと呼ばれるようになる。ノベンポプラニアはヴァンダル族らゲルマン人の襲撃をたびたび受け、418年には西ゴート王国、507年にはフランク王国の支配下に入る。

### ヴァスコニア
6世紀、緩やかなフランク人の支配のもと、現在のスペイン、ナバラ州にあたる地域から西ゴート人の支配を避け、ヴァスコン人が移住してきた。彼らは現在のバスク人の祖先とされる人々である。ヴァスコン人は政治的空白に乗じて覇権を掌握し、これによってこの地域はヴァスコニアの名で知られるようになる。このヴァスコニアという地名がガスコーニュという地名の語源となった。ヴァスコニアの人々はバスク語の影響を強く受けた俗ラテン語で話したが、これはのちにこの地域の地方語であるガスコーニュ語の基礎となる。
602年、メロヴィング朝はガロンヌ川周辺に辺境伯をおいた。この地でフランク人、西ゴート人、バスク人の三者が対峙し、7世紀中頃まで戦いが散発的に繰り返されることになる。660年、フランク王国の中央からの影響が弱まったのを機に、ヴァスコニア辺境伯フェリックス・ダキテーヌは、事実上独立した権限を手にし、隣接するアキテーヌ辺境伯を兼任する。7世紀後半からフランク王国では宮宰が強い権力をもつようになるが、以降もヴァスコニアは中央とは距離をおき、独立した地位を維持しようと試みる。
アキテーヌ公を兼任していたウードは、ヴァスコニアの独立性を確固たるものとすべく、フランク王国の分国の一つ、ネウストリアの国王キルペリク2世やその宮宰のラガンフリドらと同盟し、フランク王国のもう一つの分国であるアウストラシア宮宰のカール・マルテルと敵対する。ところが、8世紀初頭、イスラム勢力がイベリア半島からヴァスコニアに進出、719年にはパンプローナがムーア人の支配下におかれ、721年にウード自身がトゥールーズでウマイヤ朝軍と戦闘することとなった。このトゥールーズの戦いでウードは勝利をおさめるが、732年のガロンヌ川の戦いでは逆に敗れてボルドーを奪われる。これに対し、同年、カール・マルテルはトゥール・ポワティエ間の戦いに勝利し、イスラム勢力のピレネー以北への進出を食い止めることに成功した。
このカール・マルテルの勝利にもかかわらず、ヴァスコニア辺境伯とフランク王国との戦いはその後も2世代にわたって続いた。741年、ウードの子、ウナール1世はフランク王国の支配に抵抗してシャルトルを襲撃した。これにはカール・マルテルの子小ピピンとその息子カールマンが反撃し、結果、ウナルドは自ら和平を申し出て、フランク王国の勝利に終わる。さらにその子ワイフル（ワイファリ、Waïfre）も3度にわたって小ピピンに挑むがいずれも敗れ、親ピピン派の部下に殺された。
ヴァスコニアとカロリング朝フランク王国との衝突の例が778年、ロンスヴォーの戦いである。イベリア半島遠征のため、シャルルマーニュは自ら軍を率いてヴァスコニアへやって来た。大帝は拠点としたパンプローナを去る際、この都市が反乱分子の手に落ちることのないよう破壊を命じたが、これが原因となって8月15日夜、フランク王国の兵がピレネー山中のロンスヴォー峠（イバニェタ峠）の近くでゲリラ攻撃を受け、壊滅的な被害を受けた。この戦いで死んだフランク人の中にはシャルルマーニュの腹心の部下たちも多く含まれたとされ、このエピソードは後にローランの歌として語りつがれることになる。
9世紀になるとピレネー山脈の北部はフランク王国との関係を強め、これに対して南部は小国に分裂する。この時期、ピレネー以南ではアストゥリアス王国が台頭し、トゥデラ周辺ではバスク・ムスリムの国家、バヌ・カシ（Banu Qasi）、パンプローナにはパンプローナ王国が成立する。
アキテーヌの領主でもあったエドワード黒太子は、贅沢な生活を送り重税を課したため人々の怒りをかっていた。1368年、ガスコーニュの貴族達がフランス王シャルル5世に救済を求めた結果、翌1369年には百年戦争が再開された。
戦乱が多かったガスコーニュ地方からは多くの若者たちが剣で身を立てようとパリを目指した。ガスコーニュはデュマの小説『三銃士』のダルタニャンのモデルとなった人物の出身地でもある。パリ出身の作家で剣豪としても知られたシラノ・ド・ベルジュラックが一時身をおいたガスコン青年隊も、その名のとおり、ガスコーニュ出身者が隊員の大半を占め、彼らは勇猛果敢なことでよく知られたという。